# Kali superoxide
Kali superoxit là hợp chất vô cơ có thành phần chính gồm hai nguyên tố là kali và oxi, có công thức hóa học được quy định là KO2. Hợp chất này tồn tại dưới dạng một chất rắn bất đối xứng màu vàng, phân hủy trong không khí ẩm. Hợp chất là một ví dụ hiếm hoi của một muối ổn định của ion superoxit. Kali superoxiti được sử dụng như một máy lọc CO2, máy hút ẩm nước và máy phát điện O2 trong các máy điều hòa không khí, tàu vũ trụ, tàu ngầm và các hệ thống hỗ trợ đời sống.

## Nguy hiểm
Kali superoxit là một chất oxy hóa mạnh và có thể tạo phản ứng nổ khi kết hợp với nhiều chất, bao gồm nước, axit, chất hữu cơ, hoặc than chì dạng bột. Thậm chí, hợp chất superoxit này khi ở dạng khan cũng có thể tạo ra một chất nổ nhạy khi kết hợp với dầu hữu cơ như dầu hỏa. Năm 1999 tại phòng thí nghiệm quốc gia Oak Ridge - Hoa Kỳ, việc dọn sạch các kali oxit từ sự rò rỉ kim loại của NaK đã tạo ra một vụ nổ do va chạm với dầu khoáng.